# Raphaella Spence
Raphaella Spence (* 1978 in London) ist eine britische Malerin und eine der bedeutendsten Vertreterinnen des Fotorealismus.
Raphaella Spence wurde 1978 in London geboren. Ihre Familie reiste kurze Zeit darauf nach Frankreich, wo sie die ersten neun Jahre ihres Lebens verbrachte. 1988 kehrte die Familie nach London zurück. Bereits in ihrer Kindheit beschäftigte sich Spence mit der Malerei und während der Londoner Jahre entstanden erste Stillleben. Bis zum Alter von zwölf Jahren, als die Familie nach Italien zog, um permanent dort zu leben, wurde Spence ausschließlich von Hauslehrern und ihrer Mutter unterrichtet. In Italien besuchte Spence erstmals eine Schule und schloss an der St. Georges English School in Rom ihre Schulausbildung ab. Der ungewöhnlichen Tatsache, ausschließlich von Eltern und Hauslehrern erzogen worden zu sein, verdankt Spence eine sehr individuelle und unabhängige Entwicklung, die in ihren späteren Werken zum Ausdruck kommt. Zu Beginn ihrer Malerkarriere beschäftigte sich Spence vornehmlich mit der Landschaftsmalerei und schenkte ihre Aufmerksamkeit insbesondere der Landschaft von Umbrien. Ihre Malereien wurden immer detailgetreuer und es entstanden bald erste fotorealistische Landschaftsbilder. Im Jahr 2000 wird den Arbeiten von Spence eine erste Soloshow in Italien gewidmet; sie wird von diesem Zeitpunkt an von der Öffentlichkeit als aufstrebende Künstlerin wahrgenommen. Im Jahr 2003 wird Spence nach New York eingeladen, wo ihr in der Galerie Bernarducci Meisel eine zweite Soloshow gewidmet wird. Seither wurden ihre Werke in mehreren Gruppen- und Einzelausstellungen gezeigt. Ihre Werke werden in Zeitschriften und Magazinen mit großem Interesse berücksichtigt; so beispielsweise bei International Herald Tribune, The Spectator, The English Home, Arte di Giorgio Mondadori, Panorama, La Republica, Corriere della Sera oder Il Messaggero. Ihre Bilder sind heute in privaten, öffentlichen und korporativen Sammlungen in den USA, Kanada, England, Russland, Italien, Österreich, China und Deutschland zu finden.

## Ausstellungen
- Bernarducci.Meisel.Gallery, New York, 2007
- Bernarducci.Meisel.Gallery, New York, 2005
- Albemarle Gallery, London, 2004
- Bernarducci.Meisel.Gallery, New York, 2003
- Arnot Art Museum in Elmira, NY (USA)
- Toberson Museum of Arts & Sciences in Binghamton, NY (USA)
- Chiostro del Bramante in Rom (Italien)
- Albemarle Gallery in London (England)
- St. Paul’s Gallery in Birmingham (England)